# Coeloplana scaberiae
Coeloplana scaberiae är en kammanetart som beskrevs av Matsumoto och Karen Gowlett-Holmes 1996. Coeloplana scaberiae ingår i släktet Coeloplana och familjen Coeloplanidae. Inga underarter finns listade i Catalogue of Life.